# Michael Brecker
Michael Leonard Brecker (født 29. marts 1949, død 13. januar 2007) var en amerikansk jazzsaxofonist og komponist. Han var højt respekteret blandt såvel publikum som musikerkolleger og vandt elleve Grammystatuetter.

## Biografi
Michael Brecker stammede fra Philadelphia, Pennsylvania i USA og blev opflasket med jazz via sin far, der dyrkede musikken på amatørniveau som pianist. Michael Brecker startede med at spille klarinet, men skiftede via altsaxofon til tenorsaxofon, der skulle blive hans hovedinstrument.
I 1970 sprang han fra et universitetsstudie til en karriere som jazzmusiker i New York City. Han kom med i et jazz/rockband ved navn Dreams, der kun holdt sammen i et års tid, og efter nogle år fandt han sammen med sin bror Randy Brecker i Brecker Brothers Band. Dette orkester eksisterede i perioden 1975-1982 og spillede musik i en fusion mellem jazz og rock i kølvandet på Miles Davis' orkestre i 1970'erne og Weather Report, om end med en tungere rytme og stærkere rockpræg.
I samme periode blev Michael Brecker stærkt efterspurgt som studiemusiker hos navne som f.eks. Paul Simon, Joni Mitchell og James Taylor. I 1980'erne spillede Brecker i en kort periode i orkesteret Steps Ahead ledet af vibrationisten Mike Mainieri, inden han udsendte sit første soloalbum Michael Brecker i 1987. Med dette album vendte han tilbage til en mere "ren" jazztradition, og denne vej forblev han på i den resterende del af hans karriere. Han komponerede og indspillede flere albums under eget navn, vandt flere Grammy Awards og gav talrige koncerter over det meste af verden.
Brecker fik konstateret en blodsygdom, hvor det viste sig umuligt at finde brugbar donor. Mod slutningen af 2006 fik han det bedre og nåede blandt andet at spille med på danske Chris Minh Dokys album The Nomad Diaries, der udkom i november samme år. Men bedringen var blot en stakket frist, og han døde i starten af januar 2007.

## Eksterne referencer
- Michael Breckers officielle hjemmeside
- Michael Brecker Live Recordings

- Michael Brecker på DR musik
- Michael Brecker på Allmusic
- Michael Brecker på Discogs
- Michael Brecker på MusicBrainz
- Michael Brecker på VGMdb